# London Critics Circle Film Awards
Il London Critics Circle Film (ALFS nella forma abbreviata) è un'associazione composta da critici britannici che annualmente premia le maggiori opere artistiche in cinque categorie: ballo, arti visive, teatro, musica e cinema. L'organizzazione comprende un totale di trecento membri, la maggior parte dei quali sono autori di riviste regionali o nazionali. Il fine della società è di promuovere l'arte della critica, salvaguardare gli interessi professionali di ogni componente e favorire il progresso delle arti.
Tre delle sezioni considerate (ballo, teatro e cinema) sono solitamente premiate con riconoscimenti noti come London Critics Circle Film Awards, assegnati all'inizio di ogni anno in apposite cerimonie. I vincitori della categoria cinema sono stati annunciati a partire dal 1981, mentre quelli delle categorie rimanenti a partire dal 1989.

## Storia
L'associazione è nota per essere la più antica al mondo e la più prestigiosa in Gran Bretagna. Nata come Society of Dramatic Critics nel 1907, la vera e propria organizzazione è nata nel 1913, sebbene a partire da quest'anno abbia passato un lungo periodo di inattività. Sir Robert Donald, presidente dell'Institute of Journalists, suggerì al critico Littlewood (tra l'altro capo dell'ALFS) di reimpostare la società affinché fosse integrata nel corpus del proprio istituto.
L'uomo accettò volentieri l'offerta e la propose al compagno nel ruolo Jack Grein. La prima riunione si tenne nell'Hall of the Institute of Journalists e proprio qui, su incitazione di Grein, venne eletto il primo presidente dell'associazione, William Archer. Al termine della sua carica, nel 1925, venne sostituito da John Parker che a sua volte cedette il posto alla sua morte, nel 1952.
Come dunque riferiscono gli eventi, la neonata associazione basò la propria figura solo sul teatro, estendendola al settore musicale solo nel 1918 con l'introduzione di una categoria specializzata nel campo.

## Presidenti
Attualmente, vi sono cinque presidenti, uno per ogni categoria artistica:
- Teatro (Drama): Mark Shenton
- Musica (Music): Tom Sutcliffe
- Cinema (Film): Jason Solomons
- Arti visive (Visual Arts and Architecture): Simon Tait
- Ballo (Dance): Mike Dixon

Ciascuna sezione è composta da circa ottanta giudici.
Il presidente dell'intera organizzazione è Charles Spencer, mentre il vicepresidente è Tom Sutcliffe.

## Premi

### Cinema
I riconoscimenti della categoria cinema sono i seguenti:
- Film dell'anno (Film of the Year) (1981-)
- Film in lingua straniera dell'anno (Foreign Language Film of the Year) (1981-)
- Regista dell'anno (Director of the Year) (1981-)
- Attore dell'anno (Actor of the Year) (1980-)
- Attore non protagonista dell'anno (Supporting Actor of the Year) (2011-)
- Attrice non protagonista dell'anno (Supporting Acress of the Year) (2011-)
- Attrice dell'anno (Actress of the Year) (1992-)
- Sceneggiatore dell'anno (Screenwriter of the Year)

### Ballo
I riconoscimenti della categoria ballo sono i seguenti:
- Miglior ballerino (Best Male Dancer) (2001-2003)
- Miglior ballerina (Best Female Dancer) (2001-)